# 홍콩 영토 확장 조약

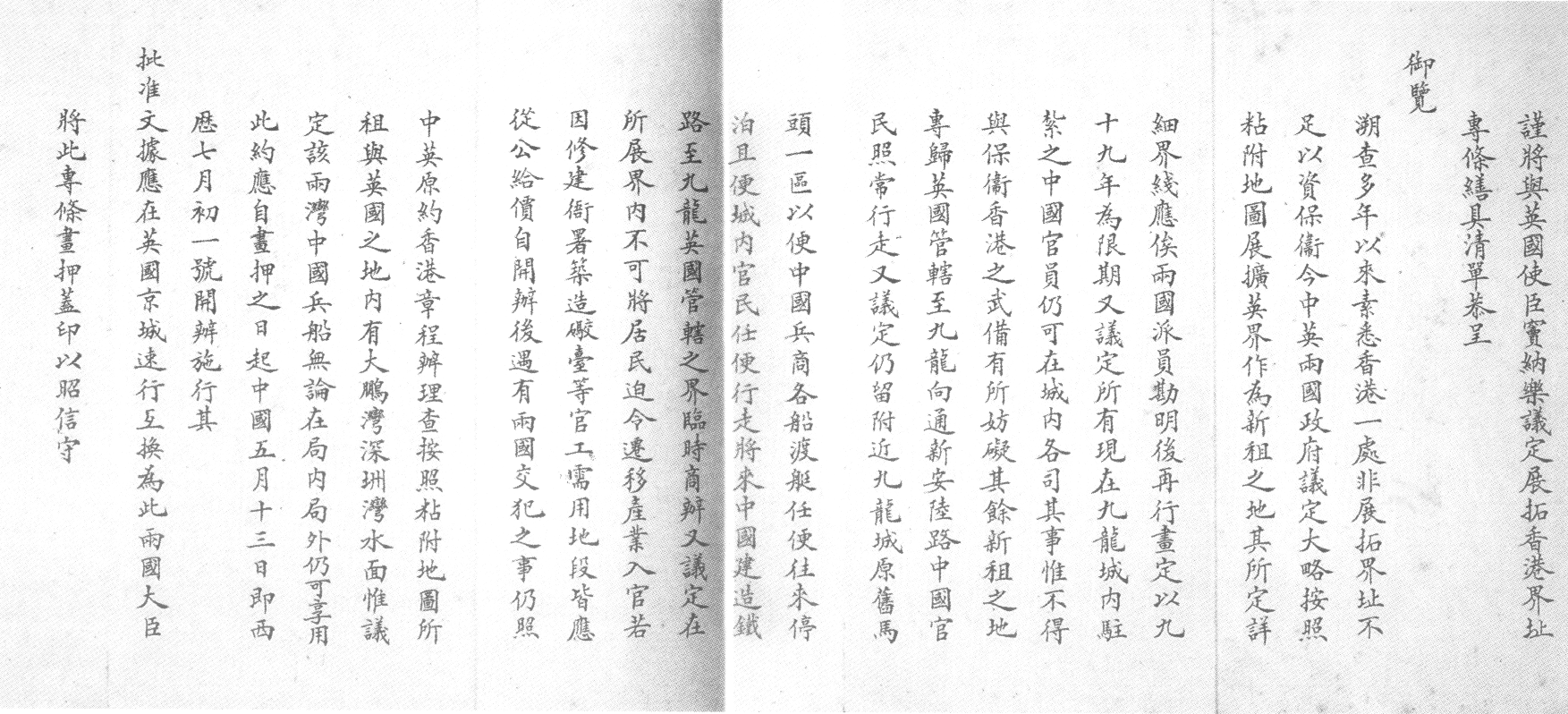
홍콩영토확장조약 문서

홍콩 영토 확장 조약(영어: Convention for the Extension of Hong Kong Territory, 중국어: 中英展拓香港界址專條 중영전탁홍콩계지전조[*])은 1898년 6월 9일 베이징에서 영국과 청나라 간에 맺어진 조약으로 그 당시 영국령 홍콩과 경계를 접했던 신제 및 인근 섬 235개를 영국에 99년간 조차한다는 내용이다.

## 배경
1898년 3월 27일 포트아서와 다롄항 조차에 관한 협약이 맺어지고, 러시아의 남하에 위기를 느낀 영국은 청나라와 웨이하이웨이를 조차하는 조약을 맺으며 그 조약에는 양광 지역에 추가 조차지가 발생할 경우 영국이 청나라에 조차지를 추가로 요구할 수 있다는 내용을 포함시켰다. 그 후 1898년 4월 10일 청나라와 프랑스는 프랑스가 광저우만 조차지를 99년 간 획득한다는 조약을 맺었고, 이후 영국의 요구에 따라 홍콩 영토 확장 조약이 맺어졌다. 1894년에 있던 해당 지역의 영토 요구는 공동묘지 부지 및 영국군 훈련 부지 확보, 영국령 홍콩의 개발과 관련된 것이었다. 영국의 입장에서 안보 문제가 본 조약의 원인이 됐다. 구룡채성은 영국령이 되지 않고 청나라의 통치 하에 남았다. 본 조약을 통해 영국령이 된 지역은 원래 광둥성 신안현이었다. 본 조약의 영국측 대표는 99년 조차라는 선택지를 골랐는데 '영원한 것과 마찬가지'(as good as forever)라고 생각했기 때문이다.

## 결과
홍콩 영토 확장 조약을 통해 영국에 조차된 지역 중 일부는 현재도 농촌이고 홍콩에 남은 농경지 거의 전부가 있는 곳이다. 그러나 영국령 홍콩 시내 지역이 급격히 붐비게 되면서 당국은 1950년대 이래 도시 지역으로 개발했다. 특히 가우룽반도 인접 지역들은 가우룽에 편입되어 더 이상 행정구역상 신제가 아니었다. 지속적인 인구 성장 및 시내 포화로 인해 신제 위성도시들은 급격히 중요해져서 현재는 홍콩 인구의 반을 약간 넘는 정도가 이곳에 살게 됐다.
이로 인해 신제만 반환함으로써 홍콩을 둘로 나누는 것은 불가능하게 됐고 청나라측도 외세의 압박을 받아 이뤄진 불평등 조약들을 인정하지 않겠다는 자세를 취하며 영국령 홍콩 모두를 반환하라고 압박했다.
본 조약 원본의 복사본은 대만 국립고궁박물원이 있다.

## 같이 보기
- 신계원거민
- 하카 (민족)
- 민난인
- 난징 조약
- 베이징 조약